# دائرة السمارة
دائرة السمارة هي إحدى دوائر إقليم السمارة، التابع لجهة العيون الساقية الحمراء، المملكة المغربية. تضم الدائرة 5 جماعات قروية، وبلغ عدد سكانها 10170 فرداً سنة 2004 حسب الإحصاء الرسمي للسكان والسكنى. يتبع للدائرة 7 مشيخة و9 دوار.

## التقسيمات الإداريّة
تعتبر دائرة السمارة إحدى الدوائر المشكّلة لإقليم السمارة، وهو التقسيم الإداري من المستوى الرابع المعتمد في المغرب. ينقسم إقليم السمارة إلى 5 جماعات قروية تختلف من حيث السكان والمساحة، والتي بدورها تنقسم إلى مشيخات تضم عدداً من الدواوير.